# 战河镇
战河镇，原为战河乡，是中华人民共和国云南省丽江市宁蒗彝族自治县下辖的一个乡镇级行政单位。
2019年2月11日，撤乡设镇。

## 行政区划
战河乡下辖以下地区：
万河村、松树河村、汉家厂村、战河村、木耳坪村、清水河村和子差拉村。